# Char NC1/NC27
Char NC1 je bil francoski tank.

## Zgodovina
Namen tanka je bila zamenjava tanka FT-17. Leta 1923 sta bila naročena dva prototipa. Prototipa sta dobila vojaški začetnici NC. Te dve začetnici sta bili plod kronološkega zaporedja in tako kot FT nista imeli globljega pomena. NC-1 je bil prvi prototip. Tank je bil oborožen s topom kalibra 37 mm. Imel je Renaultov motor z 60 konjskimi močmi. To je bilo dovolj, da je tank dosegel hitrost 17.7 km/h. Takrat je bil to najhitrejši francoski tank. 
Zaradi zahtevne tehnologije je bil tank zelo drag. Zato se Francozi niso odločili za nakup tega tanka. Vendar so ga kupile nekatere tuje vojske. Leta 1928 je en tank kupila Švedska in ga testirala pod imenom Stridsvagn fm/28. Leta 1929 je Japonska kupila vsaj 10 teh tankov in jih v drugi svetovni vojni uporabila proti kitajski pod imenom ETSU.